# Kurtaczek tęczowy
Kurtaczek tęczowy (Pitta iris) – gatunek małego ptaka z rodziny kurtaczków (Pittidae). Występuje endemicznie w północnej Australii. Najbliżej spokrewniony jest z kurtaczkiem wspaniałym (Pitta superba) z wyspy Manus. Kurtaczki tęczowe to bogato ubarwione ptaki o jedwabiście czarnej głowie z kasztanowym pasem nad okiem, oliwkowozielonym wierzchem ciała, czarnym spodem, jaskrawoczerwonym brzuchem i oliwkowozielonym ogonem. Ptaki te zamieszkują lasy monsunowe oraz lasy eukaliptusów.
Podobnie jak inne kurtaczki, tęczowe są skrytymi i płochliwymi ptakami. Żywią się głównie bezkręgowcami, w tym stawonogami, oraz małymi kręgowcami. Poszczególne pary bronią swojego terytorium, a do lęgów przystępują w porze deszczowej. Wówczas okolica najbardziej obfituje w pokarm dla młodych. Samica składa 3 lub 4 plamkowane jaja w dużym, zadaszonym gnieździe. Bronią go obydwa ptaki z pary, podobnie i oboje rodzice biorą udział w wysiadywaniu i opiece nad młodymi. Choć zasięg kurtaczka tęczowego jest niewielki, IUCN uznaje go (2020) za gatunek najmniejszej troski.

## Taksonomia
Kurtaczek tęczowy po raz pierwszy został opisany przez brytyjskiego ornitologa i artystę Johna Goulda w 1842. Holotyp pochodził z półwyspu Cobourg na terenie dzisiejszego Terytorium Północnego. Epitet gatunkowy iris oznacza z greckiego „tęcza”; stanowi to również źródło nazwy zwyczajowej (w języku angielskim, podobnie jak w polskim, odnosi się ona do tęczy).
Niegdyś kurtaczka tęczowego uznawano za podgatunek hałaśliwego (P. versicolor) ze wschodniej Australii i włączano do kompleksu gatunków obejmującego również kurtaczki: ozdobnego (P. elegans) i czarnolicego (P. anerythra), co nie było jednak powszechnie przyjętą klasyfikacją. Wyniki badań nad nDNA kurtaczków i pierwowróblowych Starego Świata z 2006 roku wykazały, że najbliżej spokrewnionym gatunkiem jest kurtaczek wspaniały (P. superba) z wyspy Manus. To samo badanie wykazało, że rodzinę kurtaczków należy rozbić na trzy rodzaje, nie jak dotychczas jeden, przy czym kurtaczek tęczowy pozostałby w rodzaju Pitta.
Długo gatunek ten uznawano za monotypowy, jednak w 1999 populację z Australii Zachodniej została wydzielona do odrębnego podgatunku P. i. johnstoneiana przez Schoddego i Masona. Klasyfikacja jest obecnie (2020) podtrzymywana przez Międzynarodowy Komitet Ornitologiczny.

## Morfologia

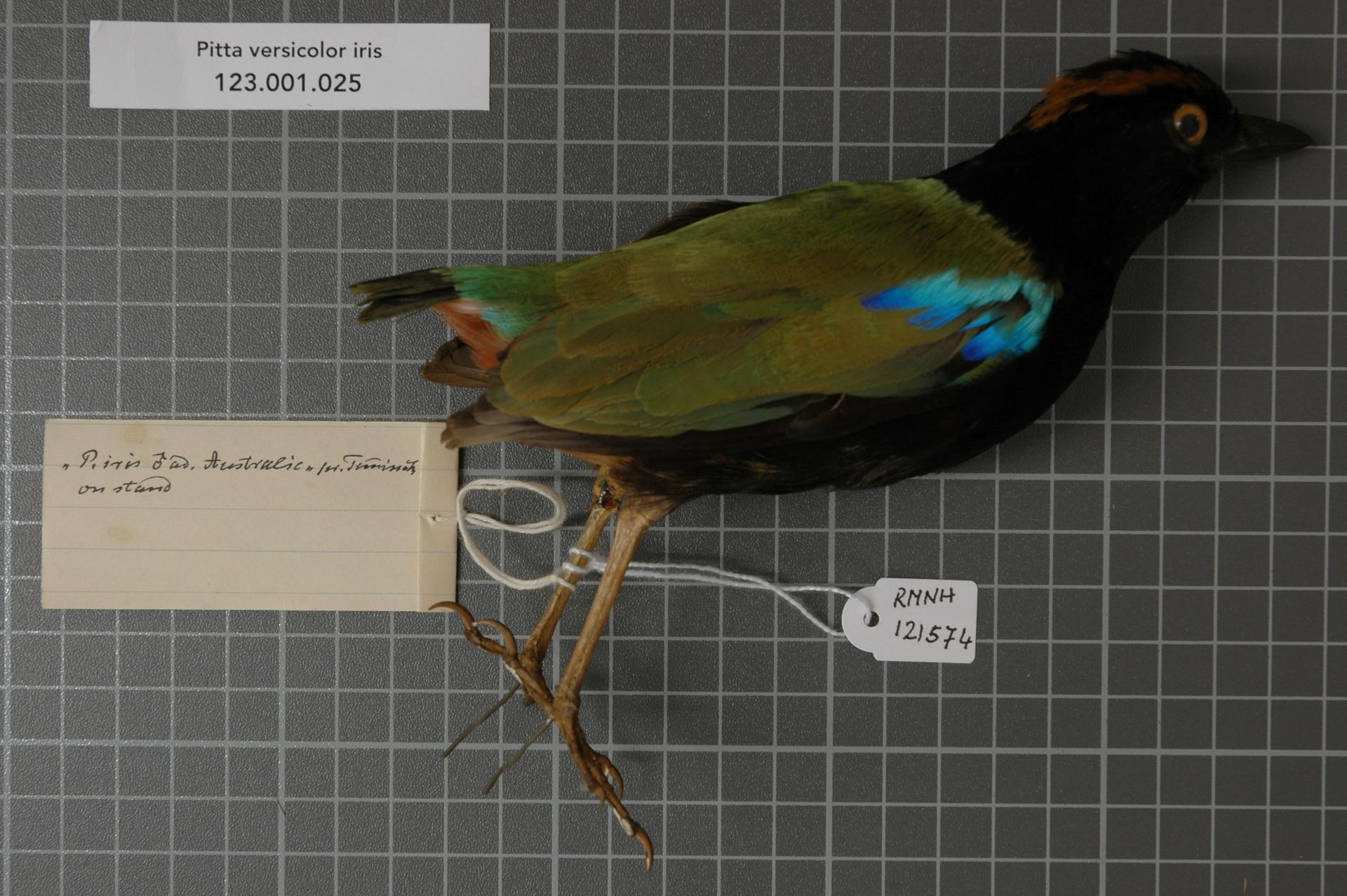
Wypchany kurtaczek tęczowy, widoczny wyblakły czerwony kolor na kuprze

Długość ciała kurtaczków tęczowych wynosi 16–18 cm, masa ciała natomiast 52–88 g. Średnia masa ciała dla samic wynosi średnio 67 g, nieco więcej niż u samców, u których jest to 62 g. Zazwyczaj podczas żerowania przyjmują wyprostowaną postawę, nogi trzymają nieco ugięte, a ciało nachylone pod kątem 60–70°. Głowa, szyja, pierś, boki i górna część brzucha mają jedwabiście czarną barwę. Wierzch ciała jest oliwkowozielony. Niższa część brzucha oraz pokrywy podogonowe wyróżniają się szkarłatnym kolorem. Zielone skrzydła opalizują na złoto, zaś na pokrywach skrzydłowych mniejszych dostrzec można mieniącą się niebiesko plamę. Lotki są czarne, podobnie jak i spód skrzydła. Sterówki mają barwę oliwkowozieloną, wyjątkiem są czarne nasady. Niekiedy na pokrywach nadogonowych występuje srebrzystoniebieski pas. Dziób ma kolor czarny, nogi różowe, tęczówkę brązową. Dostrzec można również kasztanowe pasy po bokach ciemienia. Wiele osobników na wierzchu ciała ma ciemne paski w środku piór, charakterystyczne dla kurtaczków; w badaniu wykazało je 60% okazów muzealnych. To cecha zmienna w zależności od regionu występowania, u ptaków z okolic Darwin pasków takich brak. W odróżnieniu od innych kurtaczków, u tęczowych pasy te odznaczają się intensywną, brązową barwą, nie popielatą czy czarniawą, jak u innych przedstawicieli Pitta.
Większość upierzenia jest podobna u samców i samic. Samice charakteryzuje nieco więcej płowożółtej barwy po bokach ciała oraz inny odcień czerwieni na spodzie ciała, jednak nie są to upierzenia, po których można ustalić płeć. Przedstawiciele P. i. johnstoneiana są bardzo podobni do ptaków podgatunku nominatywnego, jednak ich kasztanowa brew jest większa, podobnie jak i plama na skrzydle, ponadto są to ogółem mniejsze ptaki.

## Zasięg występowania
Kurtaczek tęczowy jest endemitem Australii, występuje w stanie Australia Zachodnia oraz na Terytorium Północnym. Odnotowywany był do 380 m n.p.m. To jedyny kurtaczek endemiczny dla tego kontynentu. W Terytorium Północnym jego zasięg obejmuje Top End, od Darwin na wschód po krawędź Ziemi Arnhema. Dalej na wschód występuje na Groote Eylandt oraz na Wessel Islands. W Australii Zachodniej zasięg gatunku ogranicza się do wybrzeża wyżyny Kimberley, od estuarium Walcott Inlet po Middle Osborn Island. Kurtaczki tęczowe spotykane są również na kilku spośród wysp Bonaparte Archipelago. BirdLife International szacuje zasięg występowania na 611 tys. km².

## Ekologia i zachowanie
Środowiskiem życia kurtaczków tęczowych są głównie lasy monsunowe oraz przyległe do nich skupiska winorośli i lasy galeriowe. Pojawiają się również w lasach eukaliptusów, lasów z bambusami, melaleukami (Melaleuca), Lophostemon oraz na obrzeżach lasów namorzynowych. Preferują zwarte lasy, ale występują również w tych bardziej świetlistych. Niekiedy pojawiają się na plantacjach sosen, odnotowano również rozród w tym środowisku. Kurtaczek tęczowy to jeden z dwóch gatunków kurtaczków, którego przedstawicieli odnotowano podczas żerowania na otwartych trawnikach miejskich. Poruszają się, skacząc.
Kurtaczki tęczowe są osiadłe. Większość par zajmuje określone terytorium cały rok. Odnotowano lokalne wędrówki do środowisk położonych na obrzeżach normalnego zasięgu podczas pory suchej. Wędrówki tych ptaków są trudne do monitorowania. Przyczynia się do tego milczenie, w jakim trwają podczas pierzenia przypadającego na okres po sezonie lęgowym. Osobniki młodociane porzucają terytoria rodziców i poszukują własnych. Jeden z zaobrączkowanych młodych ptaków został znaleziony 6,5 km od pierwotnego zasięgu.

### Pożywienie
Kurtaczki tęczowe żerują wyłącznie na ziemi, co jest nietypowe dla innych ptaków w ich zasięgu. Trzon ich diety stanowią owady oraz ich larwy, inne stawonogi, ślimaki i dżdżownice. U ptaków badanych w okolicy Darwin niemal ⅔ diety stanowiły dżdżownice; przeważnie kurtaczki tęczowe jedzą je od października do kwietnia, podczas trwania pory deszczowej. W porze suchej wybierają inne stawonogi; są to między innymi karaczany, chrząszcze, mrówkowate, gąsienice, prostoskrzydłe, pareczniki, pajęczaki i dwuparce. Zjadają również opadłe owoce palm Carpentaria, płazy i jaszczurki.
Podczas żerowania kurtaczki tęczowe podskakują co jakiś czas zatrzymując się, by przeszukać podłoże. Rozdrapują glebę i liście nogami, a suche liście odrzucają dziobem. Podczas żerowania na ślimakach rozłupują ich, używając korzeni jako kuźni. W odróżnieniu do kurtaczków hałaśliwych, tęczowe używają jako kuźni wyłącznie korzeni i gałęzi, nie kamieni. Większą zdobyczą, na przykład sporym parecznikiem, najpierw potrząsają i rzucają w kilkusekundowych odstępach między sekwencjami.

### Głos i toki
Kurtaczki tęczowe mają w repertuarze kilka głosów oraz innych sposobów komunikacji. Samce odzywają się częściej od samic, a kurtaczki tęczowe ogółem częściej odzywają się w trakcie sezonu lęgowego. Nawoływanie zajmuje 12% czasu aktywności ptaka w ciągu roku. Zaczynają wołać godzinę przed wzejściem słońca. Najchętniej wołają właśnie o świcie oraz między 10 a 16.
Jednym z popisów kurtaczków tęczowych jest ten polegający na „ukłonie”. Dany osobnik stoi na wyprostowanych nogach, zaś ciało trzyma w poziomie, niemal dotykając piersią ziemi. Obserwowano takie zachowanie wyłącznie u samców. W trakcie jego trwania wydają z siebie mruczące dźwięki, używane tylko w tej okoliczności. Demonstrują w ten sposób na granicy terytoriów. Sama poza ptaka i jego głos są wystarczająco dobrze widoczne w słabym świetle leśnego podłoża, jednak nie na tyle rzucające się w oczy, by zwabiać drapieżniki. Najczęściej kurtaczki tęczowe odzywają się teow-whit, teow-whit i choowip-choowip (transkrypcja angielska), prawdopodobnie głosy te maja informować o terytorium.
Podczas obrony gniazda przed drapieżnikiem kurtaczki tęczowe trzepoczą skrzydłami, odchylając je lekko na sekundę co pięć sekund. Przy tym wydają dźwięk keow. Jeśli drapieżnik jest blisko gniazda, kurtaczki przyjmują pionową pozycję i gwałtownie rozchylają skrzydła. Możliwe, że odciąga to uwagę drapieżników od gniazda. Dorosły ptak w razie zagrożenia przykuca, zniża pierś do podłoża i zadziera ogon.
Kurtaczki zmieniające się podczas wysiadywania jaj wykonują prosty rytuał. Nadlatujący ptak diada na gałęzi nieopodal gniazda i wydaje z siebie dwusylabowy gwizd, powtarzany dwu- lub trzykrotnie. Wysiadujący ptak opuszcza gniazdo w milczeniu i zmienia się z partnerem.

### Rozród
Kurtaczki tęczowe są monogamiczne, jednak nie tworzą par na całe życie. Zdarza się, że ptaki są parą przez dwa sezony, ale zazwyczaj jednak znajdują nowych partnerów. Okres lęgowy trwa od grudnia do kwietnia. Najprawdopodobniej bodźcem do budowy gniazda są pierwsze opady w porze deszczowej, jako że rozród koreluje z dostępnością dżdżownik. Są one głównym pokarmem zarówno młodych, jak i kurtaczków tęczowych w sezonie lęgowym.
Terytoria lęgowe mogą zajmować od 1,6 do 3,1 ha powierzchni. W suchych lasach osiągają większą powierzchnię. Miejsce na gniazdo ma losowe położenie, jednak drugie w roku budowane jest w pewnym oddaleniu od poprzedniego. Gniazda używane są tylko raz, kolejne lęgi wiążą się z budową kolejnych gniazd. W odróżnieniu od kurtaczków hałaśliwych gniazdujących w pobliżu podłoża, kurtaczki tęczowe czynią to rzadko. Prawdopodobnie ma to związek z wyższym ryzykiem zalania gniazda, które zbudowane jest w środowisku często zalewanym. Odnotowywano gniazda położone zarówno na poziomie gruntu, jak i na 20 m nad podłożem. Gniazdo umieszczone może być w rozwidleniu gałęzi, na szczycie palmy, na poziomo umieszczonych gałęziach, w plątaninie pnączy lub wśród korzeni szkarpowych.
Budowa gniazda, w której uczestniczą obydwa ptaki z pary, zajmuje około tygodnia. Rozpoczyna się od utworzenia platformy z gałęzi, nad którą ptaki budują zadaszenie. Tak zamknięte gniazdo wyściełane jest korą i liśćmi, a na końcu ptaki dodają delikatne włókna roślinne, pierzaste liście paproci i korzonki. Nietypową cechą gniazd kurtaczków tęczowych, którą wykazują jeszcze tylko te kurtaczków hałaśliwych, jest dodawanie do gniazda fragmentów odchodów kangurów. Spośród 64 gniazd zbadanych na Terytorium Północnym 34% miało dodatek kangurzych odchodów. Funkcja tego dodatku jest niepewna. Wysnuto hipotezę, jakoby miało to chronić jaja, pisklęta i dorosłe ptaki przez drapieżnikami, jednak nie potwierdziło się to w badaniach. Wejścia do gniazda bywają dekorowane innymi obiektami, na przykład włosiem dingo. Cel ich umieszczania w wejściu do gniazda jest niejasny, być może pełni rolę komunikacyjną. Drapieżnikami gniazd kurtaczków tęczowych są gryzonie i węże, częściej do splądrowania gniazda dochodzi w lasach monsunowych, niż eukaliptusowych. Odsetek niepowodzeń jest wysoki u ptaków tego gatunku, wynosi: 12% w lasach eukaliptusowych i 60% w namorzynach.
Zniesienie liczy od 3 do 5 jaj, najczęściej w lęgu są 4 jaja. Są zaokrąglone w kształcie, białą skorupkę pokrywają plamki w kolorze ciepłego brązu (sepia). Średnie wymiary to 26,2 na 21,2 mm. Jaja wysiadują obydwa ptaki z pary, inkubacja trwa 14 dni. Zmieniają się średnio co 87 minut, a wysiadują przez 90% dnia. Młode klują się nagie, z czarną skórą i żółtymi pazurami. Po 4 dniach życia otwierają oczy, zaś ich puch ma barwę szarą. Obydwoje rodzice karmią pisklęta, które otrzymują pokarm średnio aż co 7,5 minuty. Dżdżownice przed podaniem są rozrywane na kawałki. Młode opierzają się w pełni po 14 dniach życia, jeszcze zanim osiągną swoje docelowe rozmiary. Przez kolejne 15–20 dni są jeszcze karmione przez rodziców. Później stają się samodzielne i niekiedy bywają wypędzane z terytorium rodziców. Niektóre kurtaczki tęczowe decydują się na drugi lęg po opierzeniu się młodych z pierwszego; w jednym z badań były to dwie spośród czterech par. Zdarza się budowanie gniazda w trakcie karmienia młodych z pierwszego lęgu.

## Status i zagrożenia
IUCN uznaje kurtaczka tęczowego za gatunek najmniejszej troski (LC, Least Concern) nieprzerwanie od 1988 roku. Trend liczebności populacji jest oceniany jako spadkowy. Ptak ten ma niewielki zasięg, choć jest pospolity w swoim zasięgu. W Parku Narodowym Kakadu występuje jedna para na hektar. Przedstawiciele podgatunku P. i. johnstoneiana mogą być mniej liczni ze względu na wprowadzone w jego zasięgu bydło niszczące środowisko życia tych ptaków. Ten podgatunek jest jednak słabo zbadany.